# Zofia Lorentz

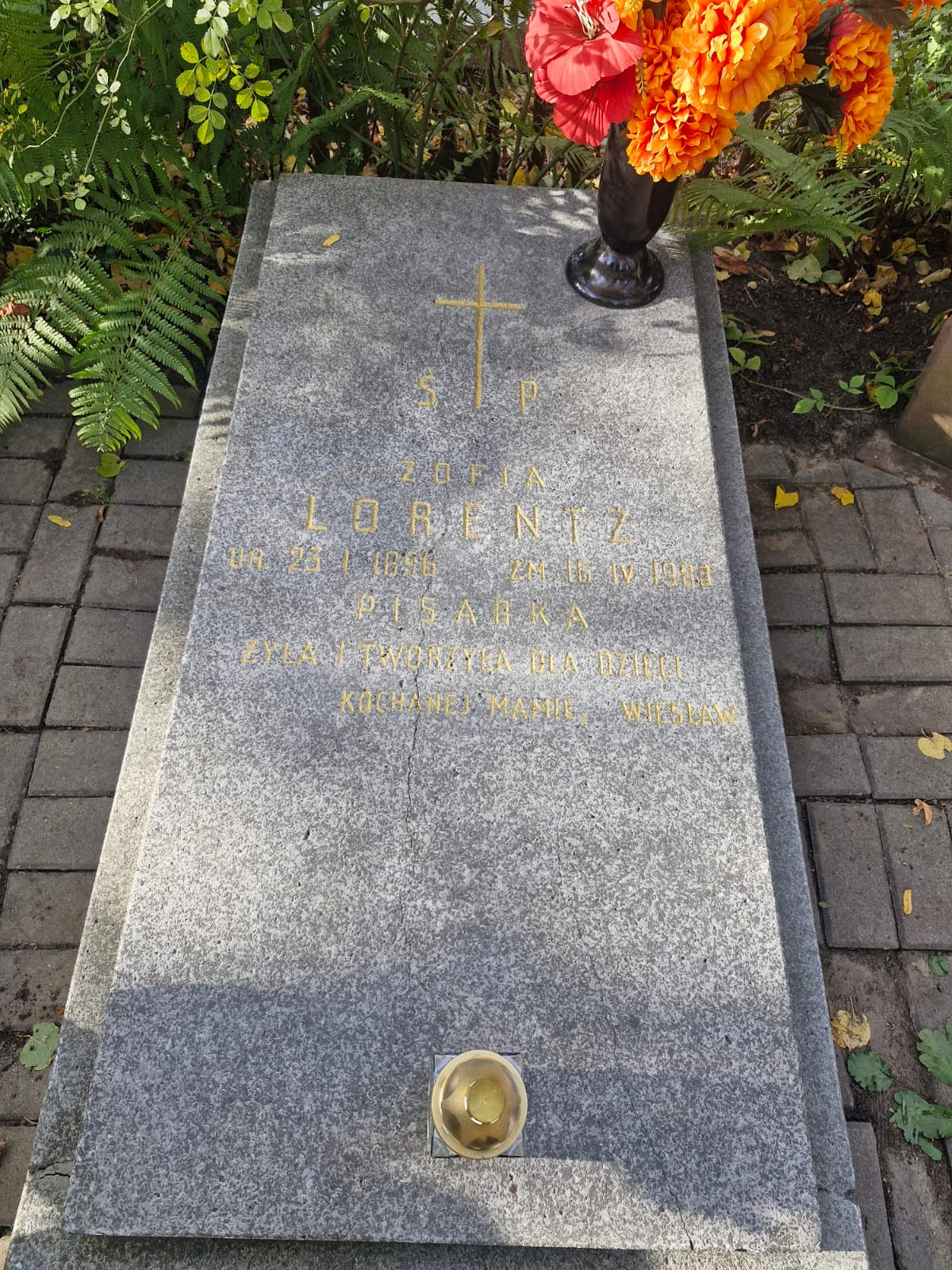
Grób Zofii Lorentz na cmentarzu ewangelicko-augsburskim w Warszawie (2024)

Zofia Lorentz (ur. 25 stycznia 1896 w Gozdowie, zm. 16 kwietnia 1980 w Warszawie) – polska powieściopisarka, autorka utworów prozatorskich i teatralnych dla dzieci i młodzieży. 

## Życiorys
Zofia Lorentz była córką Aleksandra i Heleny z Boernerów, siostry Ignacego Boernera, siostrą pedagoga i historyka Zygmunta Lorentza. Wczesne dzieciństwo spędziła w Supraślu, w majątku administrowanym przez jej ojca. Naukę szkolną rozpoczęła w Zgierzu, ukończyła Gimnazjum im. Mickiewicza w Łodzi, uczęszczała także do Średniej Szkoły Muzycznej im. Henryka Melcera w Łodzi. Debiutowała w roku 1934 na łamach „Naokoło świata” opowiadaniem „Sześciornica”. Przed wojną publikowała reportaże o tematyce społecznej m.in. w „Robotniku i „Kurierze Porannym”.  Po wojnie w latach 1947–1949 publikuje w tygodniku dla dzieci i młodzieży „Przyjaciel” (wychodzącym wówczas w Łodzi), oraz w tygodniku „Odgłosy”. Jej liczne słuchowiska, reportaże i opowiadania emitowane były w Radiu Łódzkim. W latach 1919–1939 pracowała kolejno w Urzędzie Wojewódzkim w Łodzi jako sekretarka pierwszego wojewody łódzkiego Antoniego Kamieńskiego, w Kuratorium w Krakowie, po przeniesieniu się do Warszawy w 1923 w Ministerstwie Spraw Wewnętrznych i od 1926 do 1939 w dyrekcji Państwowego Monopolu Spirytusowego, gdzie zajmowała się organizacją a następnie nadzorem bibliotek przy zakładach wytwórczych w 10-ciu miastach Polski. W czasie obrony Warszawy w 1939 r. pracowała jako pielęgniarka w szpitalu polowym nr. 4, za co została odznaczona przez Dowództwo Obrony Warszawy Srebrnym Krzyżem Zasługi z Mieczami. Następnie w Związku Walki Zbrojnej była członkiem redakcji „Komunikatu Informacyjnego” wydawanego przez grupę płk. Alojzego Horaka, działała w Armii Krajowej za co odznaczona została m.in. Krzyżem Armii Krajowej. Po powstaniu wyszła z Warszawy z ludnością cywilną. Po wojnie zamieszkała w Zgierzu, a od 1949 r. w Łodzi. Pracowała tamże w Izbie Przemysłowej jako bibliotekarka, a od 1950 r. w Wydziale Kultury Prezydium Rady Narodowej na stanowisku kierownika Referatu Szkół Muzycznych, następnie p.o. kierownika Oddziału Szkolnictwa Artystycznego oraz jako inspektor w dyrekcji Państwowych Teatrów Lalek. Od 1949 członek Związku Literatów Polskich. Zmarła w Warszawie 16 kwietnia 1980 r. osierocając przybranego w czasie okupacji syna Wiesława. Pochowana na cm. Ewangelicko-Augsburskim przy ul. Młynarskiej w Warszawie (aleja 9, rząd 1, miejsce 13).

## Odznaczenia
- Srebrny Krzyż Zasługi z Mieczami (1943)
- Medal Wojska (czterokrotnie)
- Krzyż Armii Krajowej (1970)
- Krzyż Kawalerski Orderu Odrodzenia Polski (1975)
- Odznaka Zasłużony Działacz Kultury (1969)
- Odznaka 1000-lecia Państwa Polskiego
- Odznaka honorowa m. Łodzi (1967)

## Powieści
- Mali bohaterowie. Opowieść o dzieciach walczącej Warszawy 1940-1944 (Wyd. Kultura Polska 1947, 1971)
- Szpital polowy nr. 4 (Wyd. MON, 1955)
- Transport 77 (Nasza Księgarnia,1957)
- Wakacje pod blaszanym człowieczkiem (Wydawnictwo Łódzkie, 1959, 1969, 1972)
- Daleko od jabłoni (Iskry, 1963)
- Pierwsza runda (Wydawnictwo Łódzkie, 1967, 1968)
- Niebezpieczna tajemnica (Wydawnictwo Łódzkie, 1971)
- Na niby i naprawdę (Wydawnictwo Łódzkie, 1972, 1981)
- Punkt na ulicy Różanej (Wydawnictwo Łódzkie, 1973)
- Wrześniowa ballada (Wydawnictwo Łódzkie, 1977)

## Opowiadania
- Końce w wodę (1968)
- Przed i po (1980)

## Sztuki teatralne
- Mgła (ekranizacja w Teatrze Telewizji, 1970)
- Pierwsza runda
- Etiuda rodzinna
- Wesołe gody

## Sztuki lalkowe
- Czupurek i czupurka
- Jaś i Małgosia
- Jasio z wody
- Choinka dla skrzatów
- Latający kufer
- Zapusty

## Źródła
Barbara Kowalewska, ”Twórczość literacka Zofii Lorentz – Praca magisterska”, Kraków 1969, Wyższa Szkoła Pedagogiczna, Wydział Filologiczno-Historyczny, seminarium dr doc. Józefa Białka.